# Bernardo Due Van Vu
Bernardo Due Van Vu, (em vietnamita: Thánh Bênađô Vũ Văn Duệ; 1755 - 1 de agosto de 1838) foi um Vietnamita convertido ao Catolicismo. Tornou-se um sacerdote e trabalhou como missionário no país por várias décadas. Foi preso e decapitado em 1838, por ser um sacerdote Católico Romano em Tonquim. Mais tarde, foi canonizado como um dos Mártires do Vietnã.